# Kościół poewangelicki w Zamętach
Kościół poewangelicki w Zamętach – filialny kościół katolicki zlokalizowany we wsi Zamęty, w gminie Mycielin (powiat kaliski). Należy do parafii Wszystkich Świętych w Dzierzbinie.

## Historia
Według daty na fasadzie czołowej obiekt zbudowano w 1925. Służył miejscowej społeczności protestanckiej, gdyż do niej należeli w większości gospodarujący tutaj Olędrzy i ich potomkowie. Po 1945 kościół został przekazany przez ewangelicką parafię kaliską kościołowi katolickiemu.
Przy kościele stoi krzyż misyjny z datą 1994.
Około 200 metrów na wschód od kościoła zlokalizowany jest dawny cmentarz ewangelicki, częściowo zdewastowany przez wydobycie piasku, z resztkami nagrobków.

## Galeria

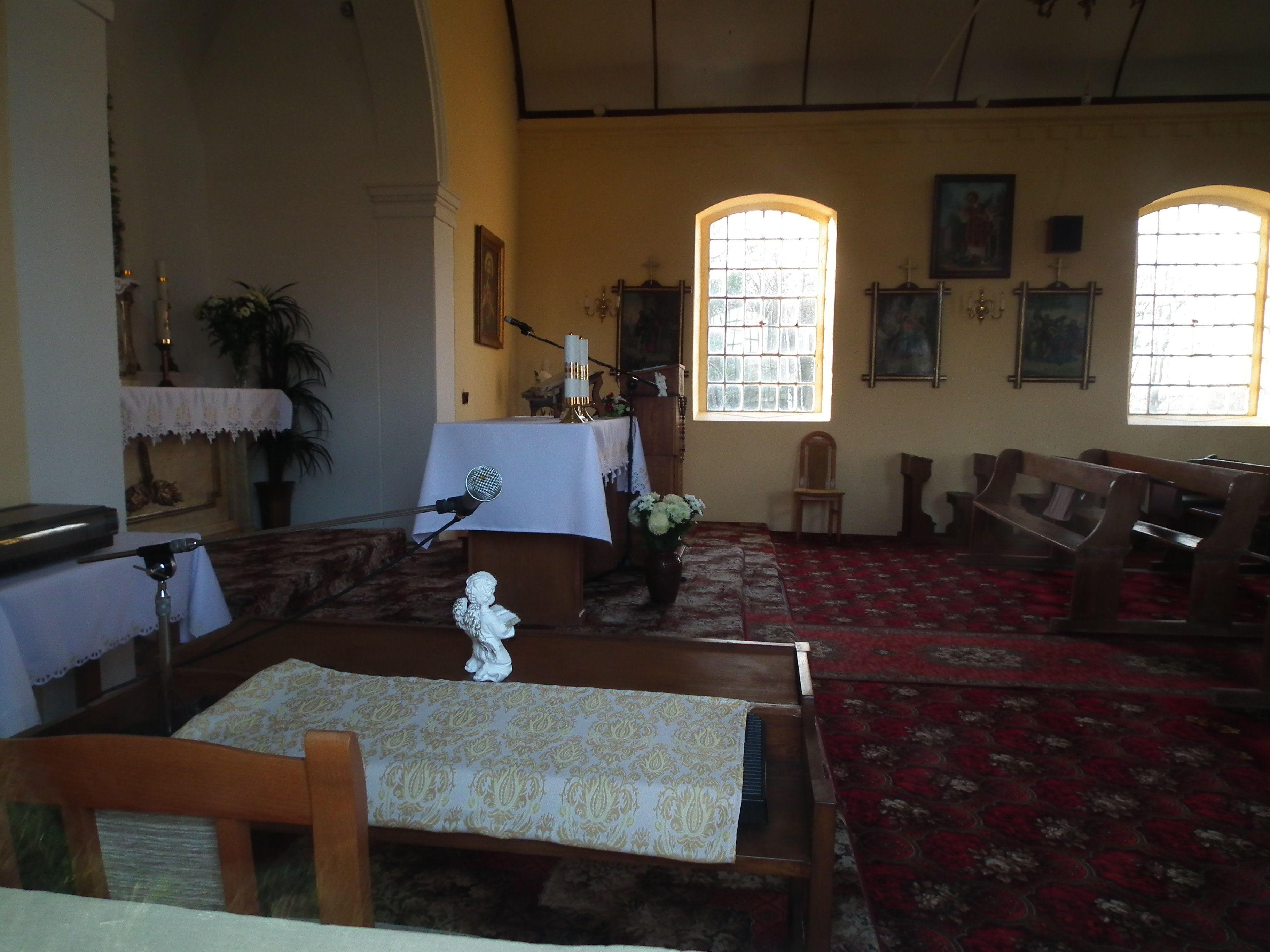
Wnętrze
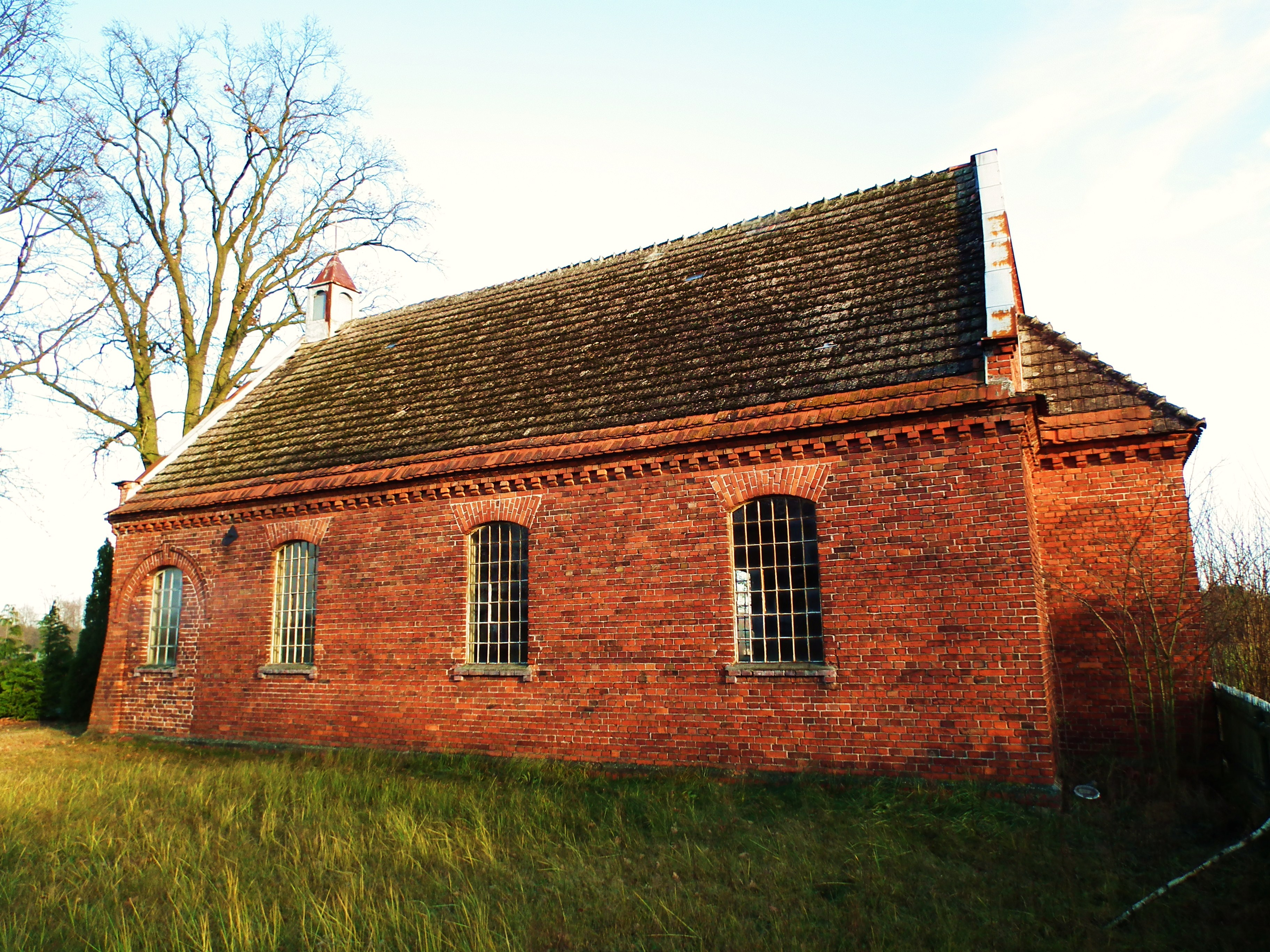
Widok od prezbiterium
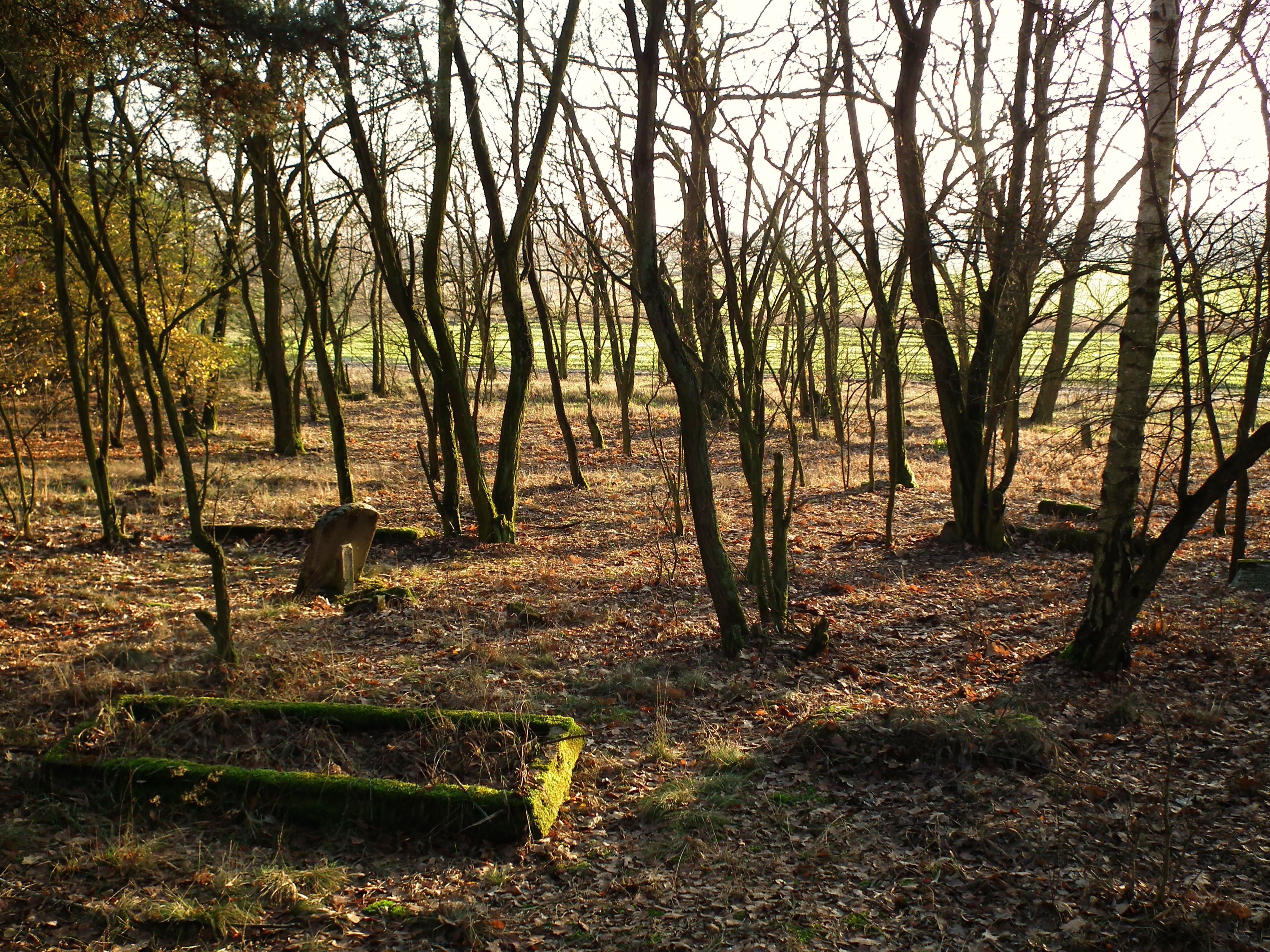
Cmentarz